# 大館市消防本部
大館市消防本部（おおだてししょうぼうほんぶ）は、秋田県大館市の消防部局（消防本部）。

## 沿革
- 2005年6月20日 - 北秋田郡比内町・田代町を編入合併する。
  - 大館市・比内町・田代町で設立していた一部事務組合の大館周辺広域市町村圏組合（主な業務：常備消防事務・ごみ処理施設の設置及び運営管理・火葬場の設置及び運営管理・し尿処理施設の設置及び運営管理）が合併前日をもって解散し、大館市に承継する。単独消防として大館市消防本部を設置する。
- 2024年11月1日 - 大館市釈迦内字稲荷山下264にあった北分署が大館市釈迦内字稲荷山下202に移転する[1]。

## 組織
- 本部 - 消防総務課、予防課、警防課
- 消防署

## 主力機械
2020年4月1日現在
- 普通消防ポンプ自動車：4
- 水槽付消防ポンプ自動車：3
- 小型動力ポンプ水槽車：1
- 小型動力ポンプ付積載車：5
- はしご付消防自動車：1
- 化学消防自動車：1
- 救急自動車：4
- 救助工作車：1
- 指令車：1
- 広報車：4
- 連絡車：2
- 重機及び重機搬送車：1

## 消防署

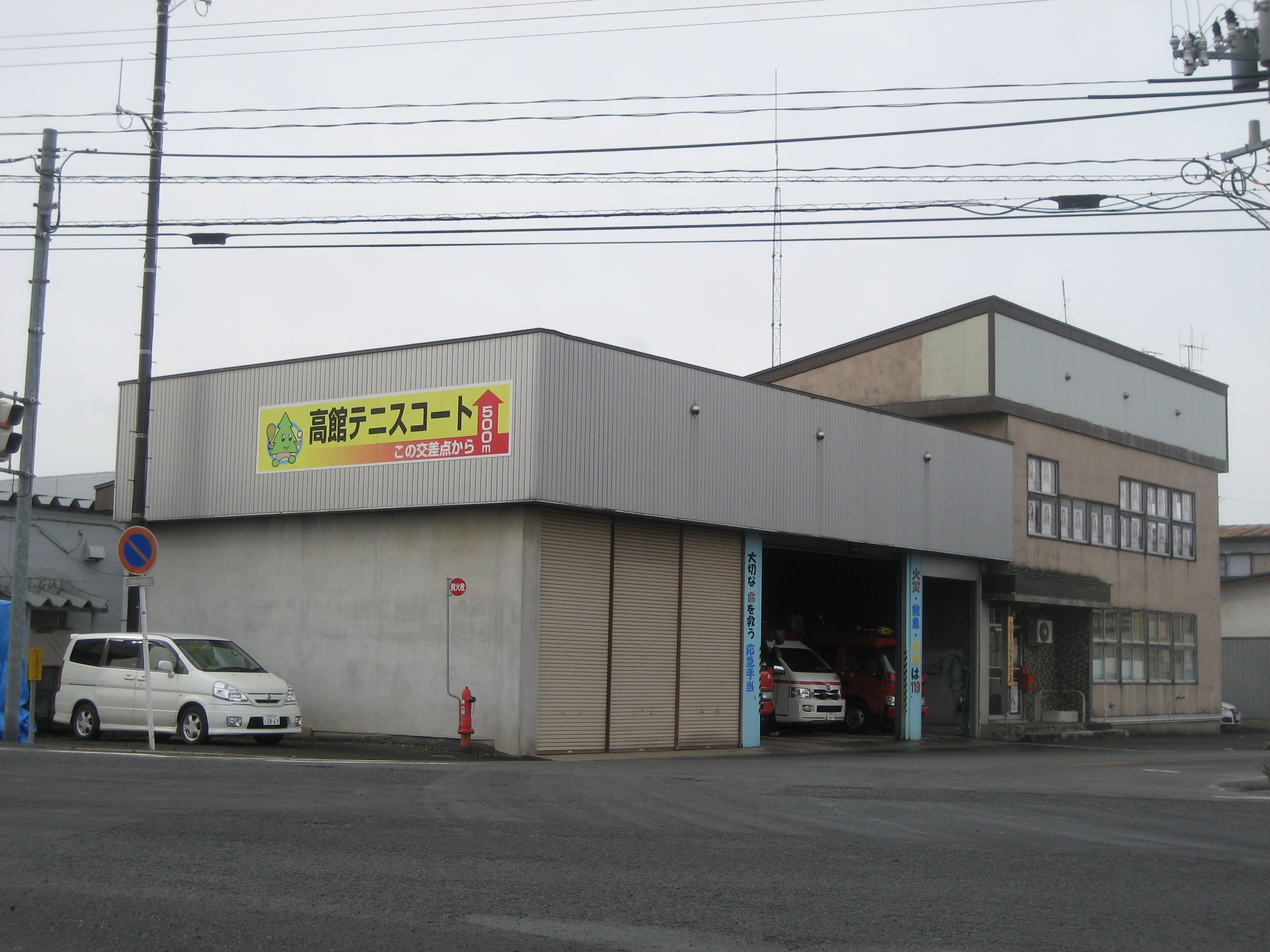
北分署

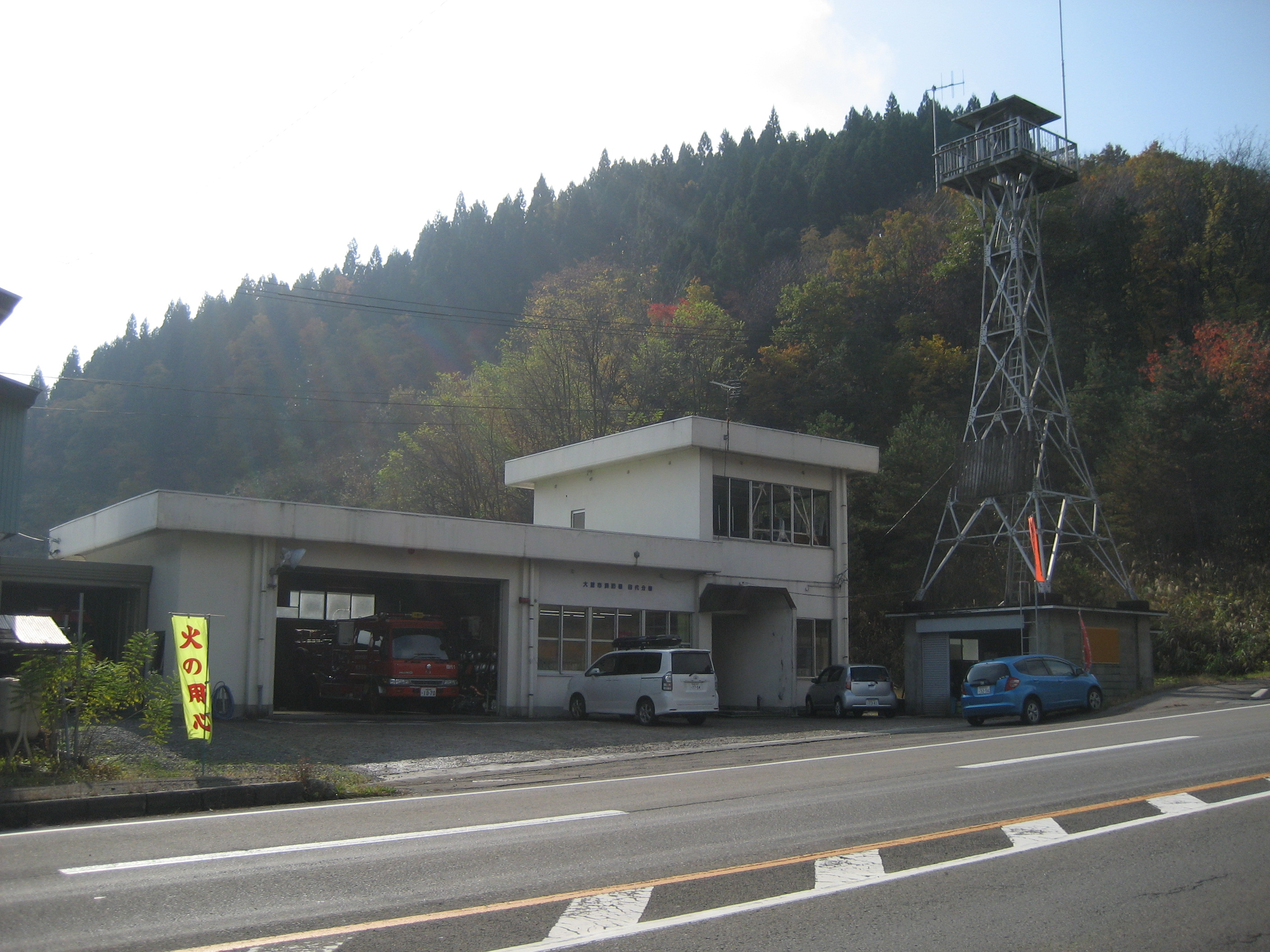
田代分署

- 大館市消防署（本署）
  - 大館市根下戸新町1番1号
- 北分署
  - 大館市釈迦内字稲荷山下202
- 比内分署
  - 大館市比内町扇田字新大堤下93番地6
- 田代分署
  - 大館市早口字深沢岱36-51